# Nicolás Carrizo
Nicolás Carrizo (Salamanca, España, 1521 - 1582) fue un militar y conquistador español, gobernador interino del Tucumán entre 1570 y 1571.
Se destacó por haber estado involucrado en forma directa o indirecta en las fundaciones de numerosas ciudades del actual noroeste argentino. Ellas fueron: Santiago del Estero en 1553 por Francisco de Aguirre; Londres en 1558 por Juan Pérez de Zurita; Córdoba de Calchaquí en 1559 por Juan Pérez de Zurita; Cañete en 1560 por Juan Pérez de Zurita; San Miguel de Tucumán en 1565 por Diego de Villarroel; Talavera de Esteco en 1567 por Diego Pacheco; Córdoba de la Nueva Andalucía en 1573 por Jerónimo Luis de Cabrera y Salta en 1582 por Hernando de Lerma.

## Biografía
Nicolás Carrizo nació en Salamanca en el año 1521. En marzo de 1543, ingresó por primera vez al Tucumán junto al capitán Diego de Rojas, quien posteriormente murió durante un ataque de aborígenes mientras incursionaban en la región. 
En el año 1550, Carrizo formó parte de la  expedición fundadora de Juan Núñez de Prado, quien lo tenía como su hombre de confianza. Cuando después de dos meses de marcha, el referido grupo de conquistadores alcanzó el lugar de Chicoana en los Valles Calchaquíes, Nicolás Carrizo y Miguel de Ardiles desandaron el camino a fin de averiguar la causa de la demora del maestre de campo Juan de Santa Cruz, al cual se lo esperaba con refuerzos traídos de Potosí. Hallado Santa Cruz, retornaron con éste Carrizo y Ardiles al encuentro de Núñez de Prado, pero ellos fueron sorprendidos y hechos prisioneros por Francisco de Villagra, quien por el mismo camino se dirigía a Chile.
En marzo de 1551 se reintegra Carrizo a la hueste de Núñez de Prado, quien el año anterior había fundado la precaria población de El Barco I en el Tucumán. Posteriormente, lo acompañó también en los traslados de las ciudades de El Barco II y El Barco III en 1551 y 1552 respectivamente. Ayudó a Núñez de Prado a someter a los belicosos indígenas lules, a los juríes del río Salado y a los diaguitas.
Estuvo presente cuando Francisco de Aguirre irrumpió en El Barco III y lo trasladó a corta distancia con el nombre de Santiago del Estero. Carrizo en 1554 fue regidor en el Cabildo de esa ciudad.
En 1559, en los Valles Calchaquíes, prendió junto con Julián Sedeño al cacique "Chumbicha", lo que provocó gran temor entre los aborígenes. Esta aprehensión permitió a Juan Pérez de Zurita fundar la ciudad de Córdoba de Calchaquí.
En el año 1562 las hordas acaudilladas por el cacique Juan Calchaquí atacaron las poblaciones de Londres, Córdoba de Calchaquí y Cañete. Cuando la noticia llegó a Santiago del Estero todos se preocuparon y se aprestaron para la defensa de la ciudad, que era la única que quedaba en pie. Sabían que los indígenas se preparaban para destruirla, disponiéndose al asalto. Un puñado de valientes, entre los que se encontraba Carrizo, la defendieron hasta la llegada de Aguirre con nuevos refuerzos.
En 1565 Aguirre envió a los capitanes Nicolás Carrizo y Hernán Mejía de Mirabal a dar una batida y reducir a los naturales de la región. En cumplimiento de esas instrucciones, y acompañados de algunos soldados, recorrieron el valle hasta Lules, pacificando y dominando. Esto permitió la posterior fundación de San Miguel de Tucumán.
En el año 1566, cuando Francisco de Aguirre fue arrestado en un motín organizado por Jerónimo de Holguín, Juan de Berzocana, Diego de Heredia y sus soldados, Nicolás Carrizo quedó entre los leales junto a los conquistadores Gaspar de Medina, Miguel de Ardiles y Juan Pérez Moreno. En una oportunidad que les fue favorable, regresaron a Santiago del Estero -que estaba en manos de los sublevados- se apoderaron del Cabildo, restablecieron la jurisdicción real, procesaron y ejecutaron a los cabecillas de la rebelión, Heredia y Berzocana.
En 1568 el entonces gobernador Diego Pacheco había encargado al capitán Alonso Gómez que llevara desde Tucumán hacia Perú un convoy con mercaderías, pero ante ataques de los aborígenes se refugiaron en Tucumán. Una vez rehecho el convoy, le confiaron su conducción a Nicolás Carrizo, quien cumplió con su cometido, no obstante los reiterados enfrentamientos con los naturales.
En 1570, Francisco de Aguirre había sido desplazado del cargo de gobernador del Tucumán por tercera vez. El enviado del virrey, Pedro Diego de Arana estuvo a punto de nombrar a Miguel de Ardiles como gobernador, reconocido por su valor. Sin embargo, este declinó aceptar ese honor debido a su edad. Por lo tanto, el 8 de mayo de 1570 el virrey del Perú, Francisco de Toledo, designó a Carrizo como Gobernador, Capitán General y Justicia Mayor de la Provincia del Tucumán, Juríes y Diaguitas de forma interina. Aquella provisión ordenaba que Carrizo gobernara hasta tanto la Inquisición resolviera en el proceso abierto contra Francisco de Aguirre. Pedro de Arana lo conceptuó como "persona benemérita y de las prendas que se requerían para obtener dignamente aquel empleo". De acuerdo a las prácticas usuales de la época, durante su gobernación Carrizo fue acompañado por dos alcaldes y seis regidores, según el acta capitular del 1 de enero de 1571.
En 1580 se trasladó a la ciudad de Córdoba, pero en 1582 nuevamente se afincó como vecino de Santiago del Estero y compareció ante el escribano que anotaba los ofrecimientos de soldados y socorros para asistir a Hernando de Lerma, en Salta. Carrizo compareció y se ofreció a ir personalmente llevando armas, alimentos, tres caballos de guerra y uno de ellos armado de todas las armas, 12 caballos de carga, 40 carneros y 50 cabras. Luego acompañó a Hernando de Lerma a Talavera a la fundación de Salta.
Se estima que Nicolás Carrizo habría fallecido en 1582.

## Gobierno interino del Tucumán (1570-1571)
Para entonces, el virrey Toledo consideraba que la Gobernación del Tucumán era a su juicio, después de la Gobernación de Chile, la más honrosa que el rey proveía. Una real provisión concedió el título de "Ciudad" a Santiago del Estero.
En 1570 eran integrantes del Cabildo de Santiago del Estero: Miguel de Ardiles, alcalde ordinario; Martín de Rentería, Juan Cano, y Juan de Morales, regidores.
Según el acta capitular del 1 de enero de 1571, resultaron elegidos para integrar el Cabildo los alcaldes Alonso de Paz y Bartolomé de Mansilla; los regidores Juan Rodríguez Juárez, Hernán López Palomino, Luis Gómez, Martín Moreno y Garci Sánchez.
Durante la gobernación de Carrizo, el Papa Pío V dictó la bula mediante la cual creó el Obispado del Tucumán el 14 de mayo de 1570, con sede en Santiago del Estero. La noticia recién se supo un año después. De modo que le cupo a Nicolás Carrizo el honor de haber actuado al frente del gobierno el mismo año en que se creó ese obispado.
Al año siguiente, fue reemplazado en el cargo por Jerónimo Luis de Cabrera, el 17 de junio de 1572.

## Matrimonio y descendencia
Carrizo se casó con una hermana de Nicolás de Garnica y entre sus hijos tuvo a Bartolomé, María, y al capitán Nicolás Carrizo Garnica. Este último participó de la fundación de la ciudad de La Rioja y a su vez fue padre de Nicolás Carrizo de Orellana, segundo encomendero de Valle Vicioso, casado con Lorenza de Tula Bazán, hija de Alonso de Tula Cervín y Francisca Bazán de Pedraza.
El Capitán Nicolás Carrizo (h), condujo y socorrió gente y bastimentos en el puerto de Buenos Aires cuando el enemigo inglés quiso infestarle, y desde allí con riesgo de su vida pasó a Chile a dar aviso a los superiores de esa gobernación cómo dicho enemigo había pasado a esas partes por el estrecho de Magallanes, consiguiéndose por este medio buenos efectos.
Alonso Carrizo de Orellana y Tula c.m.c Bartolina de Andrada Sandoval, tataranieta de Francisco de Aguirre, fundador de Santiago del Estero, padres de Diego Carrizo de Andrada quien c.m.c Ana Pedraza Sanchez de Loria, padres de Juana Carrizo de Pedraza, mujer que fue de Don Martìn de Herrera y Cartagena, con numerosa descendencia